# ブロークン・バリケーズ
『ブロークン・バリケーズ』（Broken Barricades）は、イギリスのプログレッシブ・ロック・バンド、プロコル・ハルムが1971年に発表した5作目のスタジオ・アルバム。

## 背景
バンドは前作『ホーム』（1970年）を最後にリーガル・ゾノフォン・レコードとの契約を失い、本作のイギリス盤はクリサリス・レコードから発売された。本作のリリースと同時期にロビン・トロワーがバンドを脱退し、デイヴ・ボールが後任ギタリストとして加入した。

## 反響・評価
アメリカのBillboard 200では32位に達し、4作連続で全米トップ40入りを果たした。バンドの母国イギリスでは、1971年7月3日付の全英アルバムチャートで42位となった。
Matthew Greenwaldはオールミュージックにおいて5点満点中4点を付け「オルガン奏者のマシュー・フィッシャーが脱退してもプロコル・ハルムが生き残ったことは、このアルバムが十分に証明している」「このアルバムにおけるバンド・サウンドはやや薄味だが、広がりや迫力は失われていない」と評している。

## 収録曲
作詞は全曲ともキース・リードによる。
1. シンプル・シスター "Simple Sister" – 5:51
  - 作曲：ゲイリー・ブルッカー
2. ブロークン・バリケーズ "Broken Barricades" – 3:13
  - 作曲：ゲイリー・ブルッカー
3. メモリアル・ドライヴ "Memorial Drive" – 3:47
  - 作曲：ロビン・トロワー
4. ラスカス・デルフ "Luskus Delph" – 3:47
  - 作曲：ゲイリー・ブルッカー
5. パワー・フェイリュアー "Power Failure" – 4:33
  - 作曲：ゲイリー・ブルッカー
6. ソング・フォー・ア・ドリーマー "Song for a Dreamer" – 5:39
  - 作曲：ロビン・トロワー
7. プレイメイト・オブ・ザ・マウス "Playmate of the Mouth" – 5:06
  - 作曲：ゲイリー・ブルッカー
8. プアー・モハメッド "Poor Mohammed" – 3:06
  - 作曲：ロビン・トロワー

### 2009年リマスターCDボーナス・トラック
1. ブロークン・バリケーズ[ロング・フェイド/ロウ・トラック] "Broken Barricades (Raw track)" – 3:06
  - 作曲：ゲイリー・ブルッカー
2. シンプル・シスター[ロウ・トラック] "Simple Sister (Raw track)" – 5:49
  - 作曲：ゲイリー・ブルッカー
3. プアー・モハメッド[バッキング・トラック] "Poor Mohammed (Backing Track)" – 2:43
  - 作曲：ロビン・トロワー
4. ソング・フォー・ア・ドリーマー（キング・ジミ）[バッキング・トラック] "Song for a Dreamer (King Jimi) (Backing Track)" – 4:56
  - 作曲：ロビン・トロワー

## カヴァー
「ブロークン・バリケーズ」は、バリー・ドランスフィールドのアルバム『Barry Dransfield』（1972年）でカヴァーされた。

## 参加ミュージシャン
- ゲイリー・ブルッカー - ボーカル、ピアノ
- ロビン・トロワー - ボーカル、ギター
- クリス・コッピング - ベース、ハモンドオルガン
- B.J.ウィルソン - ドラムス
- キース・リード - 作詞